# Kajman naočar
Kajman naočarac (latinski: Caiman crocodilus), poznat i pod imenom obični kajman, je neotropski gmaz iz porodice aligatora (Alligatoridae) s najvećim područjem rasprostranjenosti među vrstama dotične porodice. Naseljava sve tipove močvarnih i riječnih staništa Srednje i Južne Amerike.

## Obilježja
Ova vrsta kajmana može narasti do tri metra, no većina jedinki nije duža od 2,5 metra. Njuška im je široka a tjelesne proporcije su mu vrlo slične onima pravih krokodila. Boja mu je ravnomjerno siva do maslinasto zelena. Oblik lubanje, veličin kao i boja su vrlo različiti, a vrsta ima i više podvrsta. Ranije se Jakare kajman smatrao njegovom podvrstom. Vrsta je dobila ime po koštanom grebenu iznad očiju.
Mužjaci su izraženo teritorijalne životinje gdje uspostavljaju dominacijsku hijerarhiju.

## Prehrana
Mladunci se uglavnom hrane riječnim beskralješnjacima. Sa starošću, prehrana se sve više obogaćuje svitkovcima, a neki mogu lako loviti i velike sisavce. U sušnim periodima godine kajmani naočarci se prestaju hraniti, izlaze iz vode i zakapaju se u blato. Pod ovakvim uvjetima dolazi i do pojave kanibalizma.

## Razmnožavanje
Ženke postaju spolno zrele s 4-7 godina starosti, kada su 1,2 m dugačke. Mužjaci spolnu zrelost stječu kada narastu na 1,4 m dužine. Nekoliko ženki može dijeliti jedno gnijezdo koje grade uz rub vode kao humak od zemlje i trule vegetacije ili na splavi od plutajućeg bilja. Zajedničko gnijezdo kao strategija omogućava lakšu obranu jaja i mladih. Radi istog cilja, događa se da jedna ženka prihvati hraniteljsku i obrambenu ulogu za mladunce nekoliko parova. Socijalna hijerarhija se uspostavlja već među mladuncima.

## Sistematika
Vrsta kajmana naočara obuhvaća, ovisno o autorima, tri odnosno četiri podvrste:
- C. c. apaporiensis - rasprostranjen u rijeci Rio Apaporis
- C. c. crocodilus – rasprostranjen u Kolumbiji, Peruu i dijelovima Amazone (Brazil)
- C. c. fuscus - rasprostranjen u Meksiku
- C. c. yacare – većina autora smatra je sestrinskom vrstom